# Naa Gbewaa
 (novembre 2024).
La mise en forme du texte ne suit pas les recommandations de Wikipédia : il faut le « wikifier ».
Les points d'amélioration suivants sont les cas les plus fréquents. Le détail des points à revoir est peut-être précisé sur la page de discussion.
- Les titres sont pré-formatés par le logiciel. Ils ne sont ni en capitales, ni en gras.
- Le texte ne doit pas être écrit en capitales (les noms de famille non plus), ni en gras, ni en italique, ni en « petit »…
- Le gras n'est utilisé que pour surligner le titre de l'article dans l'introduction, une seule fois.
- L'italique est rarement utilisé : mots en langue étrangère, titres d'œuvres, noms de bateaux, etc.
- Les citations ne sont pas en italique mais en corps de texte normal. Elles sont entourées par des guillemets français : « et ».
- Les listes à puces sont à éviter, des paragraphes rédigés étant largement préférés. Les tableaux sont à réserver à la présentation de données structurées (résultats, etc.).
- Les appels de note de bas de page (petits chiffres en exposant, introduits par l'outil «  Source ») sont à placer entre la fin de phrase et le point final[comme ça].
- Les liens internes (vers d'autres articles de Wikipédia) sont à choisir avec parcimonie. Créez des liens vers des articles approfondissant le sujet. Les termes génériques sans rapport avec le sujet sont à éviter, ainsi que les répétitions de liens vers un même terme.
- Les liens externes sont à placer uniquement dans une section « Liens externes », à la fin de l'article. Ces liens sont à choisir avec parcimonie suivant les règles définies. Si un lien sert de source à l'article, son insertion dans le texte est à faire par les notes de bas de page.
- La présentation des références doit suivre les conventions bibliographiques. Il est recommandé d'utiliser les modèles {{Ouvrage}}, {{Chapitre}}, {{Article}}, {{Lien web}} et/ou {{Bibliographie}}. Le mode d'édition visuel peut mettre en forme automatiquement les références.
- Insérer une infobox (cadre d'informations à droite) n'est pas obligatoire pour parachever la mise en page.

Pour une aide détaillée, merci de consulter Aide:Wikification.
Si vous pensez que ces points ont été résolus, vous pouvez retirer ce bandeau et améliorer la mise en forme d'un autre article.
Naa Gbewaa (également connu sous le nom de Nedega ou Kulu Gbagha) est le fondateur du royaume de Dagbon, dans ce qui est aujourd'hui le nord du Ghana.Ses fils et filles sont crédités de la fondation de plusieurs États, , y compris les royaumes Mossi du Burkina Faso. Il a établi un royaume stable et prospère. Le sanctuaire de Naa Gbewaa est situé à Pusiga, 90km à l'est de Bolgatanga,. Ses descendants continuent de lui rendre hommage au sanctuaire.

## Généalogie
(novembre 2024).
Le contenu est difficilement compréhensible vu les erreurs de traduction, qui sont peut-être dues à l'utilisation d'un logiciel de traduction automatique.
Naa Gbewaa est le père des enfants suivants:
- Yemtori (Yennenga), fille bien aimée a voyagé vers le nord et épouse Rialé. Leurs fils Ouedraogo est le fondateur des royaumes Mossi.
- Gundo Naa Kachaɣu, le fils ainé de Naa Gbewa, devient le premier Gundo Naa. Le Gundo Naa est un titre réservé uniquement aux femmes.
- Naa Ʒirli (Zirile), le fils cadet de Naa Gbewaa. Le petit frère de Gundo-Naa Kachaɣu.
- Fɔɣu (Kufɔɣu), choisi successeur de Naa Gbewaa.
- Naa Shitɔbu,
- Gmamprugulana Tohigu (Tosugu),petit frère de Zirile et  Kachaɣu, mais plus âgé que  Shitobu. S’installe à Gambaga, gouverner un territoire qui deviendra le Gmamprugu.
- Bimbila Naa Gmantambo, fonda le  Nanung.
- Salagalana Kayilkuna, a gouverné  Salaga.
- Kuɣa Naa Subee Kpɛma.
- Karaga Naa Beemoni, a gouverné Karaga.
- Sunson Naa Buɣyilgu, a gouverné Sunsong.
- Sanglana Subee Bila, a gouverné Sang, dans le Mion districte de est Dagbon.
- Nyensung Yaambana.
- Savelugu Naa Yenyoo, a gouverné Savelugu.
- Nanton Naa Baatanga, gouverné  Nanton.
- Yamolkaragalana Kayetuli, a gouverné Yemokaraga.
- Bohinsan Zugulana.
- Zantanlana Yirigitundi, a gouverné Zantaani dans l’Ouest Dagbon, maintenant sous le districte de Tolon.
- Zoggolana Sungburi, gouverné Zoggu.
- Nyingaa Ʒibie.
- Kpuɣli Kungoo.

## Répartition du Dagomba
Lorsque Gbewaa devint vieux, il préféra que Fɔɣu, qui n'était pas le fils aîné, lui succède. Zirile, le fils aîné, apprit les intentions de son père et assassina Fɔɣu.Lorsque Gbewaa fut informé de la mort de son successeur préféré, il ne tarda pas à mourir. Les historiens de Dagbon, les Lunsi, utilisent un euphémisme, selon lequel Gbewaa a disparu dans le sol. Lorsqu'un roi meurt à Dagbon, Gmamprugu et Nanung, des euphémismes sont utilisés pour annoncer sa mort. Kachaɣu, l'aînée des enfants, prit les insignes de Gbewaa et se fit reine, mais Zirile la força à y renoncer. Les historiens de Dagbon n'ont pas beaucoup écrit sur Zirile. Après Zirile, la plupart des enfants, y compris Kachaɣu, suivirent Shitobu, et ils maintinrent Dagbon comme nom des terres qu'ils gouvernaient. Tohagu, qui partageait la même mère que Zirile, régna sur une petite portion de terre dans ce qui deviendra Gmamprugu.Kachaɣu devint le premier Gundo Naa, le titre royal féminin le plus élevé de Dagbon. Yennenga (Yemtori) voyagea vers le nord et établit les royaumes Mossi. Gmantambo se déplaça plus au sud et fonda Nanung.

## Ancien royaume
Bien que Dagbon soit largement reconnu comme le plus ancien royaume du Ghana, beaucoup considèrent que Mamprugu est également tout aussi ancien.Shitobu et Tohagu n'étaient pas les plus âgés des fils de Gbewaa. Kachaɣu, Zirile et Kufogu étaient plus âgés que ces deux frères. La plupart des enfants de Gbewaa, y compris son aîné Kachaɣu (fille), ont pris Shitobu comme chef du Dagbon post-Gbewaa.Kachaɣu est devenu le premier Gundo Naa. Shitobu a conservé les insignes royaux de Gbewaa, son royaume a continué à porter le nom de Dagbon, a conservé le Lion de Gbewaa comme emblème, et aujourd'hui, le souverain de Dagbon réside dans le palais de Gbewaa.La tombe de Shitobu est située à Karaga, gardée par le Tindana de Baɣli.La revendication de l'aînesse des Mamprusi est basée sur le droit d'aînesse préféré aux hommes/cognatique, où la succession se fait par l'enfant mâle le plus âgé. Cependant, Gbewaa ne pratiquait pas cela, car il désignait le plus jeune Foɣu/Kufoɣu pour régner sur son enfant aîné Kachaɣu et son fils aîné Zirile. Les Mamprusi ont adopté l'éléphant comme symbole. Aujourd'hui, Dagbon et mamprugu utilisent tous deux une succession par compétition plutôt que par droit d'aînesse.